# Смолвил (сезон 3)
Вижте пояснителната страница за други значения на Смолвил.
Трети сезон на „Смолвил“, американски телевизионен сериал, започва излъчване на 1 октомври 2003 г. Сезонът завършва на 19 май 2004 г. след 22 епизода. Трети сезон проследява постоянната битка на Кларк срещу съдбата, която биологичният му баща, Джор-Ел, е определил за него, и вината му за цената, която Джонатан е платил, за да го върне в Смолвил. Лекс трябва да се справи с психическия срив, който е получил, докато е бил заседнал на безлюден остров, а конфликтът между него и баща му достига връхната си точка. Тайната на Кларк започва много да тежи на Пит, а взаимоотношенията между Кларк и Лана влизат в задънена улица. Сценаристите също така представят няколко герои на ДиСи Комикс - Маги Сойър, Морган Едж и най-вече Пери Уайт, като специални гости.
Трети сезон е с по-нисък рейтинг от предишните със средно 4,9 милиона зрители седмично.

## Главен актьорски състав
- Том Уелинг в ролята на Кларк Кент
- Кристин Крук в ролята на Лана Ланг
- Майкъл Роузенбаум в ролята на Лекс Лутър
- Сам Джоунс III в ролята на Пит Рос
- Алисън Мак в ролята на Клои Съливан
- Джон Глоувър в ролята на Лайнъл Лутър
- Анет О'Тул в ролята на Марта Кент
- Джон Шнайдер в ролята на Джонатан Кент